# Antonio Russi
Antonio Russi (Naples, 1916 - Pise, 29 avril 2005) était un écrivain italien du XXe siècle, critique littéraire et professeur à l'École normale supérieure de Pise jusqu'en 1992.

## Biographie
Figure importante de l'histoire de la critique littéraire italienne, Antonio Russi déménage aux États-Unis après la Seconde Guerre mondiale pour enseigner à Princeton.

## Sources
- (it) Cet article est partiellement ou en totalité issu de l’article de Wikipédia en italien intitulé « Antonio Russi » (voir la liste des auteurs).